# Тяпкин, Алексей Алексеевич
Алексе́й Алексе́евич Тя́пкин (26 декабря 1926 — 10 ноября 2003) — физик, главный научный сотрудник Объединенного института ядерных исследований в Дубне, доктор физико-математических наук, профессор, заслуженный деятель науки Российской Федерации.

## Биография
Родился 26 декабря 1926 года в Москве.

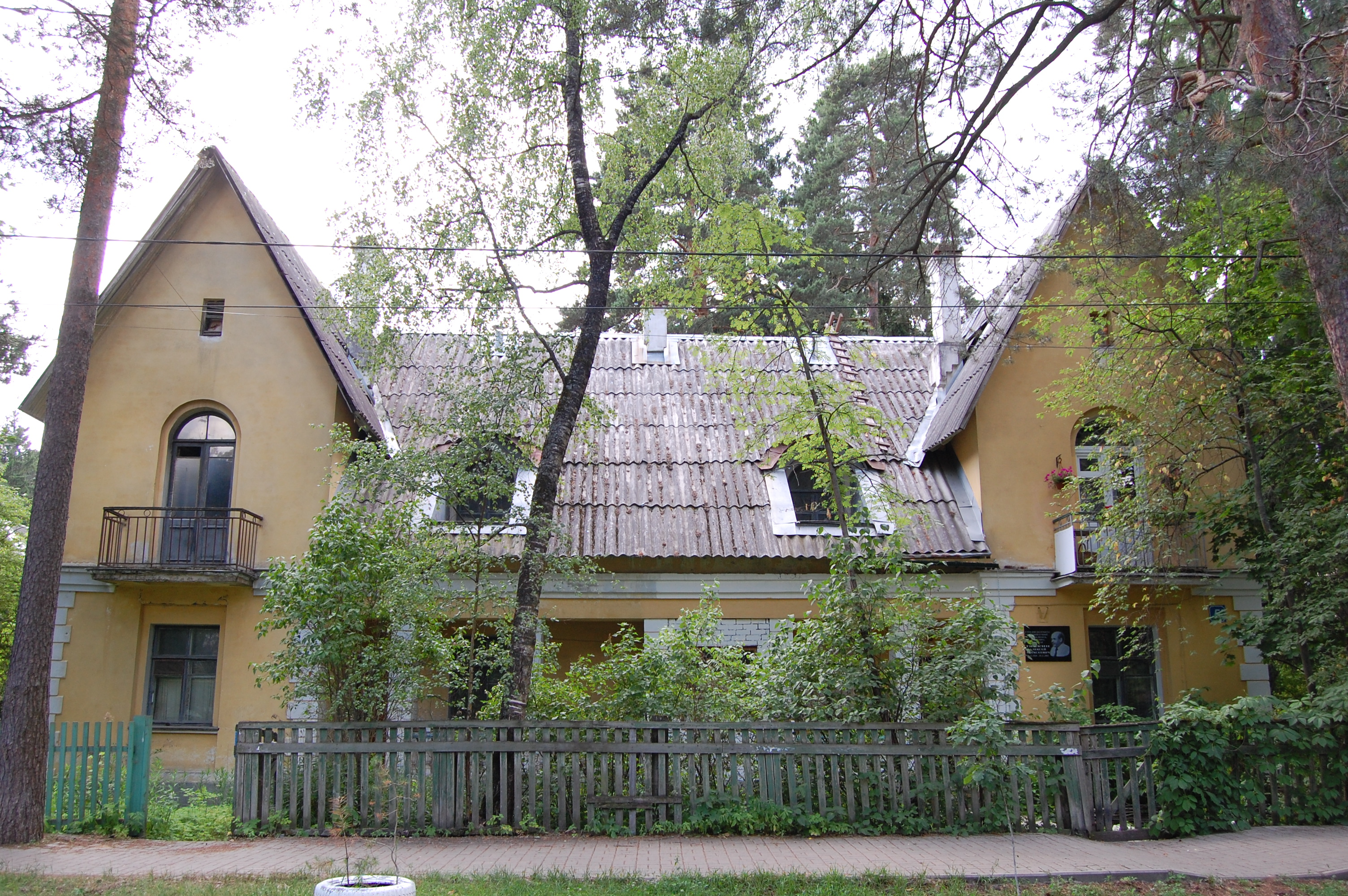
Дом, в котором жил А. А. Тяпкин в Дубне (правая сторона), ул. Интернациональная.

В 1950 году закончил Московский механический институт (МИФИ), и поступил в Институт атомной энергии им. И. В. Курчатова.
В 1952 г. впервые показал возможность получения сверхжёсткой фокусировки частиц в знакопеременной магнитной системе кольцевого ускорителя.
В 1953 г. перешёл на работу в Дубну.
В 1955 г., независимо от известного итальянского физика М. Конверси, предложил управляемое импульсное питание газоразрядных счётчиков. Создал первые импульсные годоскопические системы со счетчиками Гейгера, на которых в конце 1950-х годов выполнил ряд экспериментов по измерению поляризации протонов.
С 1959 г. — кандидат физико-математических наук.
Совместно с В. И. Векслером и Б. М. Понтекорво поставил первый в мире нейтринный эксперимент на синхрофазотроне ЛВЭ для проверки гипотезы аномального взаимодействия у мюонного нейтрино (Л. Б. Окунь, И. Ю. Кобзарёв, 1961 г.). Опыт показал отсутствие аномального взаимодействия у нейтрино.
С 1964 г. — доктор физико-математических наук.
В 1966 г. совместно с Ю. Д. Прокошкиным применил ту же методику в эксперименте по определению с высокой точностью разности масс отрицательного и нейтрального пиона. Точность этого опыта оказалась не превзойдена в течение 20 лет.
С 1967 г. — профессор, а с 1988 г. — заведующий кафедрой физики элементарных частиц физического факультета МГУ.
На кафедре физики элементарных частиц в МГУ читал курсы лекций «Статистические методы обработки и анализа экспериментальных данных», «Современные методы регистрации частиц», а также лекции по отдельным вопросам физики высоких энергий.
Коллегам и ученикам запомнился как бессменный член совета Дома учёных в Дубне, организатор философских дискуссий, автор научно-популярных статей и обзоров, бескомпромиссный полемист.
Любитель горнолыжного спорта (его именем названа возвышенность «пик Тяпкина» в Дубне), мастер спорта по водным лыжам, организатор секции воднолыжного спорта в Дубне.
В повести Николая Асанова «Богиня победы» фигурирует как «известный дубнинец Тропинин».

## Вклад в науку
В 1956 г. предложил искровую камеру на основе управляемого импульсного питания плоских искровых счётчиков. Появилось несколько групп в Дубне, Тбилиси, Москве и Ереване, начавших разработку искровых камер на основе методики трековых детекторов частиц — искровых камер с разрядом вдоль наклонного к полю трека частицы. Принцип работы этих детекторов лег в основу широко использовавшейся в физике высоких энергий методики искровых камер.
В 1970-е гг. под его руководством был создан пятиметровый магнитный искровой спектрометр для исследований на протонном ускорителе в Серпухове. В 1980—1984 гг. в эксперименте совместно с физиками из Италии на этой крупной физической установке были открыты радиально-возбужденные состояния пиона и подтверждены другие известные резонансы.
В 1975 г. предположил возможность существования очарованных гиперъядер в результате захвата ядром легчайшего очарованного бариона. За этим предположением последовали экспериментальные поиски и ряд теоретических работ исследователей в этом направлении.
В 1976 г. предложил идею развития модели барионов Сакаты — Окуня — Маркова, которая позволила получить результаты, тождественные результатам кварковой модели. Эта модель позволила осуществить предсказание, согласно которому, только при сверхвысоких энергиях сечение взаимодействия барионов оказывается превышенным.
Первым решил проблему учёта фоновых измерений для метода максимального правдоподобия, а также проблему малых выборок для случайных событий, которые подчиняются экспоненциальному закону распределения.
Впервые поставил и решил задачу определения траектории в фазовом пространстве на основе известных статистических распределений отдельно для фазовых переменных.
В статистической физике впервые объяснил решающее значение макроскопической неразличимости микросостояний для возникновения необратимости.
В 1993 году выдвинул гипотезу о существовании нового вида оптического излучения релятивистской частицы. Это излучение направлено строго вперед вдоль трека частицы, и является результатом индукции при давлении газа ниже порога излучения Черенкова.
Подробно описал конвенциальный характер понятия одновременности
в специальной теории относительности.
С 1988 г. включён в состав редколлегии журнала Foundations of Physics Letters.

## Критика
А. А. Тяпкин участвовал, как автор или комментатор, в издании нескольких книг и статей по истории науки, в том числе сборника «Принцип относительности», ЖЗЛ-биографии Анри Пуанкаре, сборника статей Пуанкаре «О науке». В них он предложил свою версию истории возникновения теории относительности, принижающую роль Эйнштейна. Точка зрения А. А. Тяпкина не нашла массовой поддержки научного сообщества и подверглась критике за необъективность, неисторичность, а местами и некомпетентность. В одной из статей А. А. Тяпкин доказывал, что фраза Пуанкаре о равноправии в науке галилеевых и лоренцевых преобразований не противоречит теории относительности; в рецензии Б. Б. Кадомцева, И. Ю. Кобзарева, Л. В. Келдыша, Р. З. Сагдеева на эту статью говорилось: «При чтении статьи создается впечатление, что автор либо недостаточно полно знаком с литературой, либо тенденциозен в её освещении».

## Сочинения
- Тяпкин А. А. Об истории возникновения «теории относительности». 2-е изд., испр. — Дубна: ОИЯИ, 2004. — 152 с. I5ВN 5-9530-0068-5.
- Тяпкин А. А. (составитель). Принцип относительности. Сборник работ по специальной теории относительности. — М.: Атомиздат, 1973, 332 с. Критика
- Тяпкин А. А. «Как я пришёл в физику.
- Тяпкин А. А. Три встречи с Курчатовым.
- Тяпкин А. А., Шибанов А. С. Пуанкаре. — 2-е издание. — М.: Молодая гвардия, 1982. — 415 с. — (Жизнь замечательных людей).